# Ochotona rufescens
Il pica afgano (Ochotona rufescens Gray, 1842) è un mammifero lagomorfo della famiglia degli Ocotonidi.

## Distribuzione
A dispetto del nome, la specie non vive solo in Afghanistan, ma, con tre sottospecie (Ochotona rufescens regina, Ochotona rufescens rufescens ed Ochotona rufescens sshukurovoi) anche in Pakistan, Turkmenistan, Iran ed Armenia. Predilige le aree montane, con paesaggi rocciosi e ricchi di anfratti.

## Descrizione

### Dimensioni
Misura una ventina di centimetri, per un peso di circa 300 g.

### Aspetto
Somigliano a dei grossi criceti, dalla corporatura tozza e robusta, con piccola testa e corte zampe. Durante l'estate, il pelo assume dopo la muta un colore rossiccio sul dorso, con una mezzaluna color crema sulla nuca: anche il ventre è dello stesso colore, mentre in inverno il pelo assume colorazione grigiastra. Le zampe sono ricoperte di pelo anche sulla pianta dei piedi e fra le dita.

## Biologia
Si tratta di animali diurni che sono soliti vivere in piccoli gruppi. Come molte altre specie congeneri, non vanno in letargo e sono quindi costretti ad ammassare materiale vegetale in vista dell'inverno, col rischio che altri esemplari rubino le piante messe ad essiccare.

Fra i pica, questa specie è l'unica a non avere una laringe molto sviluppata al fine di emettere i laceranti fischi utilizzati come richiamo territoriale o di allarme: non si sa tuttavia se questi animali siano muti come si potrebbe pensare.

### Alimentazione
Si tratta di animali erbivori, assai frugali per quanto concerne l'alimentazione: mangiano infatti prevalentemente graminacee e licheni, consumando tutte le parti della pianta.

### Riproduzione

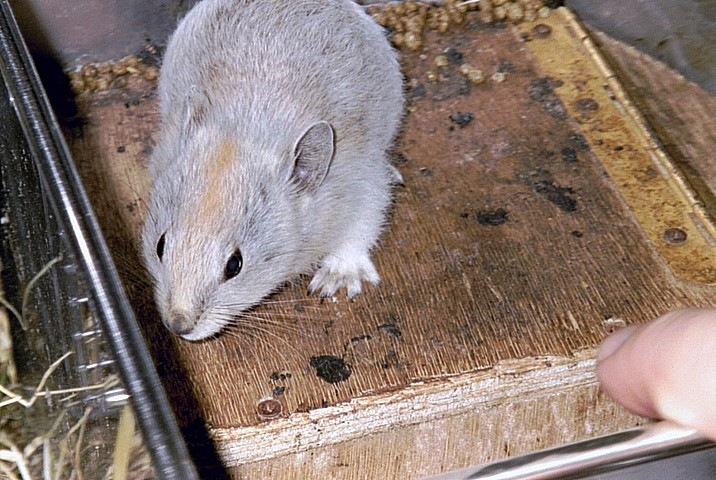
Un giovane allevato in cattività.

La stagione riproduttiva comprende i mesi caldi, durante i quali la femmina partorisce e concepisce continuamente, arrivando a cinque cucciolate annuali, ciascuna delle quali conta una decina di cuccioli. La gestazione dura circa un mese, ed i cuccioli ad un mese vengono svezzati e divengono indipendenti dai genitori: le femmine sono sessualmente mature già a un mese e qualche giorno, mentre i maschi non possono dirsi del tutto maturi sessualmente prima dell'anno di vita. A seconda dellhabitat e della popolazione presa in esame, questi animali sono soliti praticare in prevalenza la monogamia o la poliginia.